# Onthophagus nigellus
Onthophagus nigellus là một loài bọ cánh cứng trong họ Bọ hung (Scarabaeidae).